# Segni cardinali
I segni cardinali sono i segni dello zodiaco collocati all'inizio delle stagioni.

Grafico zodiacale, con i segni cardinali indicati in rosso.

## Rapporto con le stagioni
Poiché corrispondono all'ingresso del Sole in ognuna delle quattro stagioni, i segni cardinali coincidono con equinozi e solstizi:
- Ariete (21 marzo - 20 aprile[2]): segno di fuoco[1], ha avvio con l'equinozio di primavera.[3]
- Cancro (22 giugno - 22 luglio[4]): segno d'acqua[1], ha avvio con il solstizio d'estate.[5]
- Bilancia (23 settembre - 22 ottobre[6]): segno d'aria[1], ha avvio con l'equinozio d'autunno.[7]
- Capricorno (22 dicembre - 20 gennaio[8]): segno di terra[1], ha avvio con il solstizio d'inverno.[9]

Ariete e Bilancia sono altresì definiti segni equinoziali, mentre Cancro e Capricorno vengono chiamati solstiziali.

## Qualità
Al segno cardinale sono associate qualità di innovazione ed energia nel cominciare nuovi progetti.

## Posizione nelle case
I segni di Ariete, Cancro, Bilancia e Capricorno corrispondono rispettivamente alla prima, quarta, settima e decima casa: tali case sono dette "angolari".
L'Ariete risulta opposto alla Bilancia, così come il Cancro è opposto al Capricorno.